# 段氏 (劉謙)
段氏（9世纪？—889年），唐朝末封州刺史劉謙之妾，南汉高祖劉龑的母亲。名字、来历等皆无可考。劉謙为官时偷偷纳段氏为妾，安顿在外室。
889年，段氏生下男婴刘陟（后改名劉龑），消息走漏。刘谦的妻子韋氏大怒，亲自提剑奔至，但面对新生的婴儿又未能下手，结果只杀了段氏，把婴孩抱回，和她自己的两个儿子一起养大。
刘龑建立南汉後，只承认教养自己成人的嫡母韦氏为母后，从未承认段氏为母后。